# Farine de roche

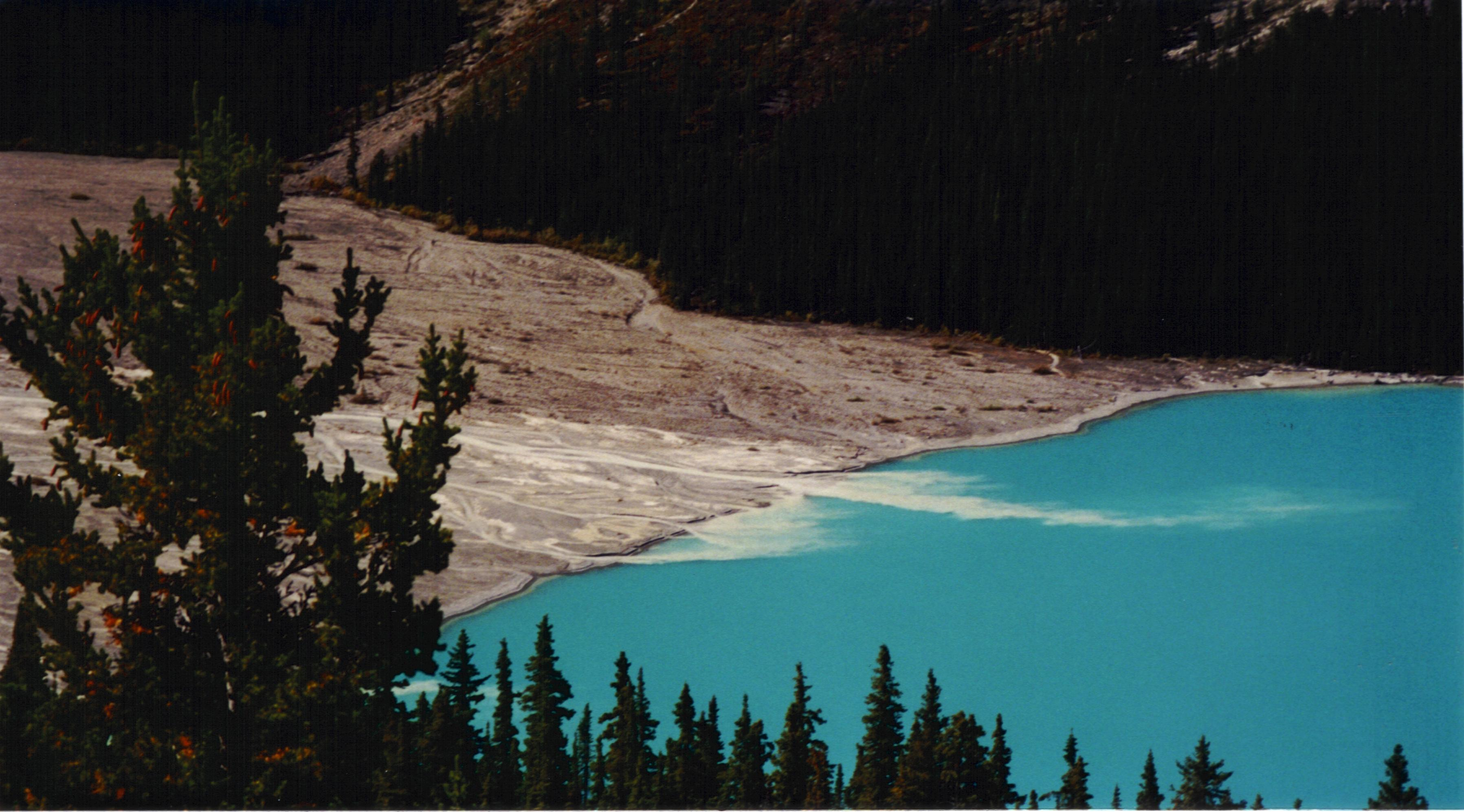
Farine de roche s'écoulant dans le lac Peyto.

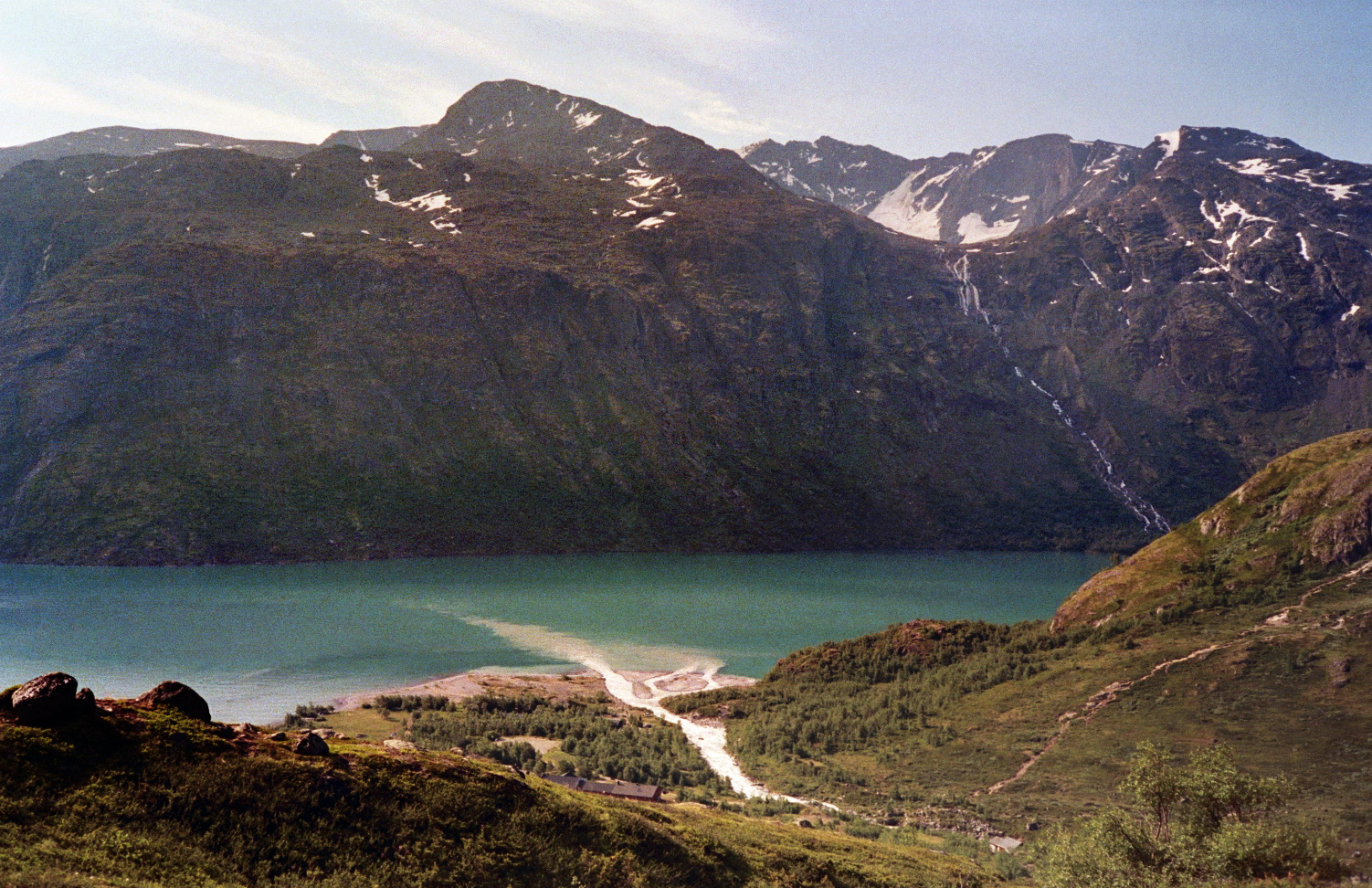
La rivière Muru s'écoulant dans le lac Gjende en Norvège.

La farine de roche, ou farine glaciaire, est un ensemble de fines particules de roches, de la taille du limon, générées par l'abrasion mécanique du substrat rocheux par des glaciers. Le matériau étant très petit, il apparaît en suspension dans l'eau des rivières, troublant l'eau qui est alors parfois appelée lait glaciaire,.

## Couleur
Lorsque les sédiments pénètrent dans une rivière, ils la colorent en gris, marron clair, bleu-vert ou lait. Si la rivière s'écoule dans un lac glaciaire, le lac peut apparaître turquoise.

## Formation
La farine de roche est typiquement formée par mouvement glaciaire, lorsqu'un glacier abrase les côtés et le fond de la roche sous lui. Elle peut également être produite par météorisation, le gel de l'eau pouvant briser la roche.
Bien que de la taille de l'argile, les particules de farine de roche sont essentiellement du quartz ou du feldspath broyés. La farine est transportée par les eaux de fonte, les particules se déplaçant en suspension.

## Propriétés
Cette poudre très fine, étudiée au Groenland, présente des caractéristiques intéressantes pour la planète : elle contient nombre de nutriments minéraux qui font défaut dans certaines parties du globe, comme sous les tropiques. Au contact de l’air, cette poudre absorbe le CO2. En se dissolvant dans l'eau de pluie, le limon libère ses nutriments par une réaction chimique qui emprisonne le dioxyde de carbone de l’atmosphère.